# 中国人民解放军步兵
中国人民解放军步兵，是中国人民解放军的兵种。

## 沿革
步兵是中国人民解放军及其前身的编制序列中最早的也是最基本的兵种之一。1927年南昌起义，步兵由此出现在中国共产党领导的军队的战斗序列。此后，在第一次国共内战、抗日战争、第二次国共内战、朝鲜战争中，依靠步兵力量，中国人民解放军先后战胜国内外敌军，为中华人民共和国的创建和巩固作出了重要贡献。
1948年9月，在西柏坡举行中共中央政治局扩大会议，研究军事问题。毛泽东提出中国人民解放军应当有计划地走向正规化，现有的共计51个步兵纵队、168个旅，应当扩大编制为70个步兵纵队。同月，《关于中国人民解放军建军方针及部队编制问题的决定》出台，决定中国人民解放军的正规军必须发展到210个步兵师，共计70个步兵军。
1948年11月，《关于统一全军组织及部队番号的规定》发布。1949年1月，《各野战军番号按序数排列的指示》发布。西北野战军、中原野战军、华东野战军、东北野战军依次改称为第一、第二、第三、第四野战军，下属各野战纵队按照全军统一顺序排列。1948年11月中旬至1949年3月上旬，各野战军、军区陆续整编部队，将部队整编为4个野战军、12个兵团、57个军；兵团以下各级通常按照“三三制”编组，步兵军辖3个步兵师9个步兵团及1个炮兵团，以及军直通信、侦察、工兵、警卫营等分队。到1949年10月，中国人民解放军已出现67个军的番号，仅剩下第五十六、五十七、五十九军的番号未使用。
中华人民共和国后，中国人民解放军开始裁撤步兵军，番号减少，1950年5月降为60个步兵军，9月降为57个步兵军，11月降为53个步兵军。后在历次裁军中，军级番号继续减少。
1982年，开始陆军集团军改编试点，把大军区直属的预备炮兵师、高炮师、坦克师、工兵团、舟桥团等兵种部队划归陆军军建制，当时陆军步兵军辖3个陆军师、3个独立兵种师及军直炮兵团、高炮团、坦克团，规模7万人，试点显示此类规模的集团军仍过于臃肿。
自1980年代起，中国人民解放军开始大幅调整编制体制，其中重点之一是压缩步兵规模。1985年6月10日，中国政府宣布百万大裁军，同时把35个陆军步兵军整编成24个合成化的陆军集团军，将大部分兵种总部直属的独立炮兵师、高炮师、坦克师、通信团、工程兵团、防化兵团等专业部队下放到陆军集团军管理。此后在1997年再度裁军，陆军集团军减少到21个。而且第一次出现了旅团制集团军，有20余个步兵师改编为摩托化步兵旅，另外还有部分步兵师转隶省军区改成了预备役师。在保留下来的步兵师里，第一次将原先3个步兵团减至2个步兵团，组建“五团制”步兵师（即2个步兵团、1个炮兵团、1个装甲团、1个高炮团）。
2003年10月，又撤销3个陆军集团军，陆军集团军数量减少到18个。陆军集团军内扩大了机械化部队，出现了轻型机械化步兵师、两栖机械化步兵师、机械化步兵旅。全旅团制集团军数量增加。原归军区指挥的陆军航空兵团、电子对抗团、特种作战大队等部队也转隶陆军集团军。集团军不再是步兵为主的单位。
2017年4月，在深化国防和军队改革中，中国人民解放军新调整组建84个军级单位。此后，中国人民解放军陆军继续深化改革，比如组建全旅化的模块化编制的集团军，使合成营建设进入常态化，把旅作为基本作战单位、合成营作为基本作战单元。

## 兵种细分
2017年军改后，陆军步兵具体分类如下：
- 轻型高机动步兵：乘坐轻型车辆或卡车机动作战的步兵
- 机械化步兵：乘坐步兵战车机动作战的步兵
- 山地步兵：进行山地作战相应训练的机动作战的步兵
- 空中突击步兵：以军用飞机为主要投送方式的机动作战的步兵
- 防暴步兵：以守备与巡逻为主要任务的步兵，例子为边海防步兵

此外，海军陆战队与空降兵中也有步兵。